# Metodo Sainte-Laguë
Il metodo Sainte-Laguë (pronuncia: [sɛ̃t.la.ɡy]) della media più alta (equivalente al metodo di Webster), detto anche metodo del divisore con arrotondamento standard, è una modalità di attribuzione dei seggi in modo proporzionale per le assemblee rappresentative a seguito di elezioni. Il metodo prende nome dal matematico francese André Sainte-Laguë. Questo metodo è strettamente relazionato al metodo D'Hondt, anche se senza il favoritismo espresso verso i partiti maggiori che esiste in quest'ultimo.
Il metodo Sainte-Laguë è utilizzato in Nuova Zelanda, Norvegia, Svezia, Danimarca, Bosnia ed Erzegovina, Lettonia, Kosovo, Amburgo e Brema, Baden-Württemberg e dal Bundestag (Germania) dal 2008. È anche stato utilizzato in Bolivia nel 1993 e in Polonia nel 2001.

## Assegnamento
Il metodo Sainte-Laguë è un metodo di divisione, come il metodo D'Hondt, ma con un divisore differente.
Dopo che tutti i voti sono stati registrati, sono calcolati dei quozienti per ogni particolare lista. La regola per calcolare tale quoziente è data dalla formula  {\displaystyle {\frac {V}{2s+1}}}, in cui:
- V è il numero totale di voti che la lista ha ricevuto
- s è il numero di seggi assegnati al partito finora; inizialmente vale 0 per tutti i partiti.

(Il metodo D'Hondt utilizza come formula {\displaystyle {\frac {V}{s+1}}}).
La lista capace di  ottenere il quoziente maggiore, ottiene l'allocazione del prossimo seggio, ed il loro quoziente è ricalcolato tenendo conto del nuovo numero di seggi per lista. Il processo viene ripetuto finché tutti i seggi non siano stati assegnati.

## Esempio
|              | Partito A | Partito B | Partito C | Partito D | Partito E |
| Voti         | 340.000   | 280.000   | 160.000   | 60.000    | 15.000    |
| Seggio 1     | 340.000   | 280.000   | 160.000   | 60.000    | 15.000    |
| Seggio 2     | 113.333   | 280.000   | 160.000   | 60.000    | 15.000    |
| Seggio 3     | 113.333   | 93.333    | 160.000   | 60.000    | 15.000    |
| Seggio 4     | 113.333   | 93.333    | 53.333    | 60.000    | 15.000    |
| Seggio 5     | 68.000    | 93.333    | 53.333    | 60.000    | 15.000    |
| Seggio 6     | 68.000    | 56.000    | 53.333    | 60.000    | 15.000    |
| Seggio 7     | 48.571    | 56.000    | 53.333    | 60.000    | 15.000    |
|              |           |           |           |           |           |
| Seggi totali | 3         | 2         | 1         | 1         | 0         |

## Sainte-Laguë e Webster
Il metodo Sainte-Laguë è equivalente al metodo Webster (chiamato come il suo propositore, il senatore statunitense Daniel Webster) in quanto entrambi forniscono gli stessi risultati, ma il metodo di calcolo dell'assegnamento è abbastanza differente. Quest'ultimo metodo, studiato per la suddivisione legislativa piuttosto che per quella elettorale, utilizza una quota aggiustata in modo tale che i quozienti risultanti si sommino al totale richiesto dei seggi dopo essere stati arrotondati.

## Metodo Sainte-Laguë modificato
Alcuni Paesi come la Norvegia, la Svezia e la Danimarca sostituiscono il primo divisore con 1,4. Questa modifica fornisce una maggiore preferenza per i partiti maggiori sui partiti che otterrebbero, con poco margine, solo un singolo seggio se fosse utilizzato il metodo Sainte-Laguë non modificato; questi seggi sono invece ripartiti tra i partiti maggiori. Se non ci sono restrizioni riguardo all'ottenimento dei seggi da parte dei piccoli partiti, la modifica non ha effetto quando sono distribuiti molti seggi, poiché ogni partito otterrebbe comunque almeno un seggio.